# Саги об исландцах
«Саги об исландцах» (др.-сканд. Íslendingasögur) или «родовые саги» — разновидность саг, являющаяся вершиной исландской средневековой литературы. Так называют те саги, действие которых происходит в Исландии в «Век саг» (930—1030 годы), чтобы отделить их от «саг о недавних событиях», рассказывающих о недавнем прошлом, и «саг о королях», действие которых происходит в Норвегии. «Саг об исландцах» сохранилось около 40. К ним принято относить также «пряди об исландцах», эпизоды из «саг о королях», главные герои которых — исландцы во время их пребывания в Норвегии.
«Саги об исландцах» создавались в течение XIII века, а самые поздние были написаны в начале XIV века. Точная датировка, как правило, невозможна. Самым концом XII века датируется первая «родовая сага» — «Сага о Битве на Пустоши»; примерно 1200 годом — вторая, «Сага о Названых Братьях». Авторы саг неизвестны во всех без исключения случаях, но существует гипотеза, что «Сагу об Эгиле» написал Снорри Стурлусон. Самым известным произведением этого жанра считается «Сага о Ньяле».

## Тематика
Все «саги об исландцах» посвящены описанию родовых распрей, продиктованных в первую очередью необходимостью мести. Подсчитано, что в общей сложности в сагах упомянуты 297 актов мести, 104 мировых без тяжбы и 119 тяжб. Сага может описывать как только одну распрю, так и целый ряд конфликтов, в которых участвуют представители нескольких поколений рода. Как правило, текст содержит обширные изложения родословных отдельных персонажей. В ряде случаев сага рассказывает о жизни целой округи и не имеет чёткой композиции.
Иногда в сагах заходит речь о призраках и колдовстве, но в целом описываемые там события выглядят вполне реалистично. Для саг характерен «архаический реализм» — специфическая объективность повествования, при которой автор не рассказывает о своём отношении к героям и показывает только то, что заметно постороннему наблюдателю. Его интересуют только события, он не описывает чувства персонажей, о которых можно только догадываться. Автор не пытается создавать литературные типы, не прибегает к осознанному вымыслу и всегда уверен в том, что рассказывает именно так, как всё происходило на самом деле. В действительности же реальные события подвергались в сагах обработке, незаметной для самих авторов и рассказчиков.
Исследователи долгое время были уверены в том, что «саги об исландцах» — надёжный источник данных об Исландии X века, позже распространилось мнение о том, что саги являются исключительно плодом вымысла. Существует гипотеза о «синкретической правде».

## Список «саг об исландцах»
Всего известно около пятидесяти «саг об исландцах». Все они делятся на четыре группы в зависимости от того, в какой из исландских четвертей происходит действие. Наиболее многочисленные группы — «саги западной четверти» и «саги северной четверти». Меньше всего саг связано с наименее населённой южной четвертью.

### Саги восточной четверти
- Сага о Гуннаре Убийце Тидранди
- Сага о людях с Оружейного фьорда
- Сага о людях из Ледниковой долины
- Сага о людях из Речной долины
- Сага о сыновьях Дроплауг
- Сага о Торстейне Белом
- Сага о Торстейне сыне Халля с Побережья
- Сага о Храфнкеле
- Сага о Гуннаре Дурне с Болотной вершины
- Сага о Торстейне Битом

### Саги западной четверти
- Сага о Барде Асе Снежной Горы
- Сага о Бьёрне Витязе из долины Хит
- Сага о Виглунде
- Сага о Гисли
- Сага о Гуннлауге Змеином Языке
- Сага о Золотом Торире
- Сага о Курином Торире
- Сага о людях из Лососьей долины
- Сага о людях из Пещеры
- Сага о людях с Песчаного берега
- Сага о Названых Братьях
- Сага о Хаварде с Ледяного фьорда
- Сага о Хельги сыне Халльварда
- Сага о Хёрде и островитянах
- Сага о Хитром Реве
- Сага об Асмунде сыне Атли
- Сага об Атли сыне Отрюгга
- Сага об Иллуги Убийце Тёгльд
- Сага об Эгиле

### Саги северной четверти
- Сага о Битве в горах
- Сага о Битве на Пустоши
- Сага о Льоте с Полей
- Сага о Глуме Убийце
- Сага о Греттире
- Сага о Кормаке
- Сага о людях из долины Дымов
- Сага о людях из долины Сварвадардаль
- Сага о людях из Озёрной долины
- Сага о людях со Светлого озера
- Сага о Союзниках
- Сага о Торде Пугале
- Сага о Тьостольве Пресильном
- Сага о Финнбоги Сильном
- Сага о Халльфреде Трудном Скальде
- Сага о Храни Кольцо

### Саги южной четверти
- Сага о людях с Торфяного болота
- Сага о Ньяле
- Сага о Торире из Рощи

В Гренландии и Винланде происходит действие двух саг. Это «Сага об Эйрике Рыжем» и «Сага о гренландцах».

## Издания на русском языке
- Исландские саги / Ред., вступ. ст. и прим. М. И. Стеблин-Каменского. — М.: Гослитиздат, 1956. — 784 с. [В издание вошли: «Сага о Гиннлауге Змеином Языке» (пер. М. И. Стеблин-Каменского), «Сага об Эгиле» (пер. С. С. Масловой-Лашанской (гл. 1-57) и В. В. Кошкина (гл. 58-87)), «Сага о людях из Лаксдаля (Лососьей долины)» (пер. В. Г. Адмони и Т. И. Сильман), «Сага о Ньяле» (пер. С. Д. Кацнельсона (гл. 1-38), В. П. Беркова (гл. 39-124 и 131—159) и М. И. Стеблин-Каменского (гл. 125—130); стихи в переводе А. И. Корсуна]
- Исландские саги. Ирландский эпос / Сост., вступ. ст. и прим. М. И. Стеблина-Каменского, А. А. Смирнова. — М.: Художественная литература, 1973. — 864 с. — (Библиотека всемирной литературы, Вып. 8). [В издание вошли: «Сага о Гисли», «Сага о Торстейне Битом», «Сага о Храфнкеле Годи Фрейра», «Сага о Хёрде и островитянах» (пер. О. А. Смирницкой), «Сага о Гуннлауге Змеином Языке» (пер. М. И. Стеблин-Каменского, стихи в пер. О. А. Смирницкой), «Сага о гренландцах», «Сага об Эйрике Рыжем» (пер. М. И. Стеблин-Каменского), «Сага о Ньяле» (пер. С. Д. Кацнельсона (гл. 1-38), В. П. Беркова (гл. 39-124 и 131—159) и М. И. Стеблин-Каменского (гл. 125—130); стихи в переводе О. А. Смирницкой и А. И. Корсуна), «Прядь об Аудуне с Западных Фьордов», «Прядь о Торстейне Морозе», «Прядь об исландце-сказителе», «Прядь о Халльдоре, сыне Снорри» (пер. М. И. Стеблин-Каменского)]
- Сага о Греттире / Изд. подг. О. А. Смирницкая, М. И. Стеблин-Каменский. — Новосибирск: Наука, Сиб. отделение, 1976. — 176 с. — (Литературные памятники).
- Сага об Эгиле / Пер. с исл. С. С. Масловой-Лашанской, В. В. Кошкина. — СПб.: Амфора, 1999. — 316 с. — (Личная библиотека Борхеса). — ISBN 5-8301-0032-0.
- Исландские саги: В 2 тт. / Сост. О. А. Смирницкая. Пер. М. И. Стеблин-Каменского, О. А. Смирницкой, С. С. Масловой-Лашанской, В. В. Кошкина и др. — СПб.: Журнал «Нева»; Летний сад, 1999. — 832+560с. — ISBN 5-87516-118-3, 5-89740-008-3.
- Сага о Финнбоги Сильном / Пер. с древнеисл. Ф. Д. Батюшкова. — М.: Историко-просветительское общество, 2002. — 128 с. — (Памятники европейской средневековой литературы). — ISBN 5-93319-009-8.
- Исландские саги / Пер. А. В. Циммерлинга, Ф. Б. Успенского. — М.: Языки русской культуры, 2000. — 648 с. — (Studia philologica). — ISBN 5-7859-0163-3.
- Исландские саги / Пер. А. В. Циммерлинга, С. Ю. Агишева. — Том 2. — М.: Языки славянской культуры, 2004. — 608 с. — (Studia philologica). — ISBN 5-9551-0004-0.
- Стурла Тордарсон. Сага об исландцах / Пер. А. В. Циммерлинга. — М.: Языки славянской культуры, 2007. — 512 с. — (Studia philologica). — ISBN 978-5-903354-90-0.
- Сага об Эгиле. Сага о Ньяле / Пер. с древнеисл. М. И. Стеблин-Каменского, О. А. Смирницкой, С. С. Масловой-Лашанской, В. В. Кошкина и др. — Рязань: Александрия, 2017. — 808 с. — ISBN 978-5-94460-060-8.
- Саги Исландии: В 2 кн. / Подг. А. И. Цепков. — Рязань: Александрия, 2018. — 1520 с. — ISBN 978-5-94460-062-2. [В издание вошли: кн. 1 — «Сага о людях из Лососьей Долины», «Сага о людях с Песчаного Берега», «Сага о Союзниках», «Сага о гренландцах», «Сага об Эйрике Рыжем», прилож.: «Книга о занятии земли» или «Книга о взятии земли»; кн. 2 — «Сага о Гисли», «Сага о Греттире», «Сага о Торстейне Битом», «Сага о Храфнкеле, годи Фрейра», «Сага о Хёрде и островитянах», «Сага о Гуннлауге Змеином Языке», «Сага о сыновьях Дроплауг», прилож.: из «Круга Земного» — «Сага о Хаконе Добром», «Сага о Харальде Серая Шкура», «Сага об Олаве сыне Трюггви»]